# Ammonitina
Ammonitina zijn een uitgestorven onderorde van de Ammonoidea (ammonieten). Het zijn zeedieren die wereldwijd in groten getale voorkwamen in het Jura en Krijt. Ze worden als fossiel teruggevonden. Soorten uit de onderorde zijn uitstekende gidsfossielen.
De schelp heeft een typische spiraalstructuur en zijn meestal sterk geribbeld. Soms zijn er puntige uitsteeksels te zien.

## Superfamilies
- Acanthocerataceae
- Desmocerataceae
- Endemocerataceae
- Eoderocerataceae
- Haplocerataceae
- Hildocerataceae
- Hoplitaceae
- Perisphinctaceae
- Psilocerataceae
- Stephanocerataceae